# Emmanuel Obbo
Emmanuel Obbo AJ (ur. 7 października 1952 w Nagoke/Kirewa) – ugandyjski duchowny katolicki, arcybiskup Tororo od 2014.

## Życiorys

### Prezbiterat
Święcenia kapłańskie otrzymał 13 grudnia 1986 w Zgromadzeniu Apostołów Jezusa. Był m.in. rektorem części filozoficznej seminarium w Langacie, wikariuszem generalnym zakonu oraz rektorem niższego seminarium w Nadiket.

### Episkopat
27 czerwca 2007 papież Benedykt XVI mianował go biskupem diecezji Soroti. Sakry biskupiej udzielił mu 6 października 2007 biskup emerytowany Soroti - Erasmus Desiderius Wandera.
2 stycznia 2014 papież Franciszek mianował go arcybiskupem ordynariuszem archidiecezji Tororo.